# إيان بوردي
إيان بوردي (بالإنجليزية: Ian Purdie)‏ هو لاعب كرة قدم بريطاني في مركز نصف الجناح، ولد في 7 مارس 1953 في بلزهيل ‏ في المملكة المتحدة. شارك مع منتخب اسكتلندا تحت 21 سنة لكرة القدم. أما مع النوادي، فقد لعب مع نادي أبردين ونادي بورتسموث ونادي دندي ونادي كانبيرا سيتي ونادي ماذرويل وويغان أتلتيك.